# استان قوجاایلی
قوجاایلی (به ترکی استانبولی: Kocaeli) نام یکی از استان‌های ترکیه به مرکزیت شهر ازمیت است.

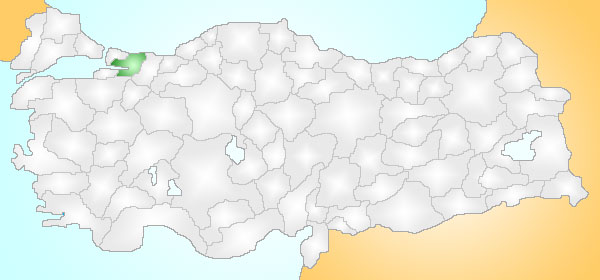
محل استان قوجاایلی